# Lampa (Cile)
Lampa è un comune del Cile della provincia di Chacabuco. Si trova nella Regione Metropolitana di Santiago. Al censimento del 2002 possedeva una popolazione di 40.228 abitanti.

## Società

### Evoluzione demografica
| Censimento del 1992 | Censimento del 2002 |
| 25.033 ab.          | 40.228 ab.          |